# Aigeira
Aigeira (grec: Αιγείρα) és una població i antic municipi grec de la unitat perifèrica d'Acaia. El 2011, després de la reforma municipal, fa part del municipi d'Egialea, del qual és una unitat municipal. Com a unitat municipal, té una superfície de 103.646 km². Es correspon amb l'antiga ciutat d'Egira, situada a la riba esquerra del riu Crios.

## Població
| Any  | Població | Municipi |
| ---- | -------- | -------- |
| 1981 | 1.320    | -        |
| 1991 | 1.696    | 4.211    |
| 2001 | 1.673    | 4.503    |
| 2011 | 1.462    | 2.626    |